# Märta Jungerfelt
Märta Kristina Jungerfelt, född 20 augusti 1995 i Härlanda församling i Göteborg i dåvarande Göteborgs och Bohus län, är en svensk skådespelare.
Jungerfelt är mest känd för att ha spelat rollen som Irmelie i SVT B:s dramaserie Svaleskär (2011) och medverkade även i SVT:s Fjällbackamorden – Vänner för livet (2013).